# Segunda División de Chile 1984
Segunda División de Chile 1984 var 1984 års säsong av den näst högsta nationella divisionen för fotboll i Chile, som vanns av Unión La Calera som således tillsammans med Deportes Concepción gick upp i Primera División (den högsta divisionen). Iván Mayo, General Velásquez, Provincial Osorno och Deportes Laja flyttades ner. Segunda División 1984 bestod av 18 lag som delades upp i två grupper om nio lag. Lagen i varje grupp mötte varandra två gånger, vilket gav 16 matcher per lag under säsongen. I den enda gruppen gick de fyra främsta till ett kvalspel där vinnaren kvalificerade sig för säsongsfinal och gick upp i Primera División. I den andra gruppen gick vinnaren automatiskt till säsongsfinalen och upp i Primera División. De två sista i varje grupp flyttades ner en division.

## Tabeller
Lagen mötte alla lag inom sin egen grupp två gånger, vilket gav totalt 16 matcher per lag.
| Nr | Lag               | S  | V | O | F | GM | IM | MS  | P  |
| -- | ----------------- | -- | - | - | - | -- | -- | --- | -- |
| 1  | Unión Santa Cruz  | 16 | 9 | 2 | 5 | 20 | 16 | +4  | 20 |
| 2  | Unión La Calera   | 16 | 7 | 5 | 4 | 24 | 18 | +6  | 19 |
| 3  | Curicó Unido      | 16 | 7 | 4 | 5 | 29 | 22 | +7  | 18 |
| 4  | Súper Lo Miranda  | 16 | 7 | 3 | 6 | 23 | 19 | +4  | 17 |
| 5  | Deportes Ovalle   | 16 | 5 | 6 | 5 | 18 | 18 | 0   | 16 |
| 6  | Quintero Unido    | 16 | 4 | 8 | 4 | 15 | 17 | −2  | 16 |
| 7  | Deportes Linares  | 16 | 4 | 6 | 6 | 14 | 15 | −1  | 14 |
| 8  | Iván Mayo         | 16 | 4 | 6 | 6 | 21 | 24 | −3  | 14 |
| 9  | General Velásquez | 16 | 3 | 4 | 9 | 13 | 28 | −15 | 10 |

| Nr | Lag              | S | V | O | F | GM | IM | MS | P |
| -- | ---------------- | - | - | - | - | -- | -- | -- | - |
| 1  | Unión La Calera  | 3 | 3 | 0 | 0 | 6  | 2  | +4 | 6 |
| 2  | Curicó Unido     | 3 | 1 | 0 | 2 | 6  | 6  | 0  | 2 |
| 3  | Súper Lo Miranda | 3 | 1 | 0 | 2 | 3  | 3  | 0  | 2 |
| 4  | Unión Santa Cruz | 3 | 1 | 0 | 2 | 3  | 7  | −4 | 2 |

| Nr | Lag                   | S  | V | O | F | GM | IM | MS  | P  |
| -- | --------------------- | -- | - | - | - | -- | -- | --- | -- |
| 1  | Deportes Concepción   | 16 | 9 | 4 | 3 | 20 | 8  | +12 | 22 |
| 2  | Deportes Puerto Montt | 16 | 7 | 3 | 6 | 12 | 13 | −1  | 17 |
| 3  | Malleco Unido         | 16 | 7 | 2 | 7 | 20 | 18 | +2  | 16 |
| 4  | Lota Schwager         | 16 | 6 | 4 | 6 | 18 | 17 | +1  | 16 |
| 5  | Iberia                | 16 | 6 | 4 | 6 | 16 | 15 | +1  | 16 |
| 6  | Deportes Valdivia     | 16 | 5 | 5 | 6 | 20 | 22 | −2  | 15 |
| 7  | Deportes Victoria     | 16 | 4 | 6 | 6 | 24 | 26 | −2  | 14 |
| 8  | Provincial Osorno     | 16 | 5 | 4 | 7 | 13 | 19 | −6  | 14 |
| 9  | Deportes Laja         | 16 | 5 | 4 | 7 | 15 | 20 | −5  | 14 |